# Late Show with David Letterman
Late Show with David Letterman var ett amerikanskt pratprogram under ledning av komikern David Letterman med inslag av komik och musikaliska gästspel. Programmet sändes på det nationella TV-nätverket CBS måndag till fredag kl 23.35 ET. Programmet hade premiär 30 augusti 1993 och sändes fram till 20 maj 2015. Det spelades in på Ed Sullivan-teatern på Broadway i New York. Likt den legendariska förlagan Tonight Show hade programmet två till tre gäster, oftast aktuella artister, komiker eller skådespelare, i varje avsnitt. Under hösten 2015 ersattes programmet av Late Show with Stephen Colbert.

## Historik
Tidigare var Letterman programledare för Late Night with David Letterman på NBC. Programmet sändes kl 00.30, direkt efter Tonight Show som leddes av Johnny Carson. När Carson skulle pensioneras hoppades Letterman på att få ta över Tonight Show. Så blev dock inte fallet. Uppdraget gick istället till Jay Leno varpå Letterman valde att lämna NBC för CBS där han fick uppdraget att leda en ny pratshow på samma sändningstid som Tonight Show.
När Letterman gick över till CBS tog han med sig många av sina programinslag från NBC-programmet. Detta var inte populärt från NBC:s sida; de hävdade att de ägde rättigheterna till inslagen. Letterman gick runt detta genom att helt enkelt byta namn på inslagen; exempelvis blev Viewer Mail till CBS Mailbag.
När Letterman bytte uppdragsgivare (på inrådan av Johnny Carson) byggdes The Ed Sullivan Theater om, vilket medförde att showen fick vara ute på turné under en period. Bland annat spelades den in i Los Angeles, San Francisco och Chicago medan teatern i New York färdigställdes.

## Fysisk komedi
Letterman gjorde sig tidigt känd för sin udda och ibland morbida och fysiska humor. Några exempel är att han brukar kasta sina manuskort genom fönstret, vilket följs av ljudet av en ruta som krossas och han brukar också kasta pennor mot filmkamerorna. Pennorna brukar han också använda för att röra om i gästernas muggar innan de annonseras ut på scenen för att intervjuas. Letterman är i sin show alltid propert klädd i kostym men kan ibland få för sig att äta produkter som han "råkar" spilla på sig själv. I ett avsnitt där Tom Cruise och Jamie Oliver var gäster knaprade han i sig rå lök medan Oliver lagade mat. Letterman erbjöd Cruise att smaka vilket denne tackade nej till. Letterman sträckte sig då efter en flaska olivolja och tog några klunkar. Snart gick flaskan laget runt och alla tre halsade ur den. Letterman: I don't feel that good. I feel kinda billious. Oliver: What does billious mean? Letterman: Full of bile... (Bile=galla).

## Svensk distribution
Programmet började under senare delen 1990-talet sändas på ZTV i Sverige. När ZTV gjordes om till TV6 år 2006 följde Letterman med men fick en senare sändningstid på grund av vikande tittarsiffror. Från februari 2007 togs rättigheterna över av TV4 som började sända programmet i TV400 där det fick stanna i två år med varierande sändningstider. I september 2009 flyttades showen till TV4 Komedi som sände programmet till december 2014. Titeln "Late Show" brukar inte användas i Sverige; istället kallas programmet "David Letterman Show" och liknande i tablåerna.

## Programmets upplägg

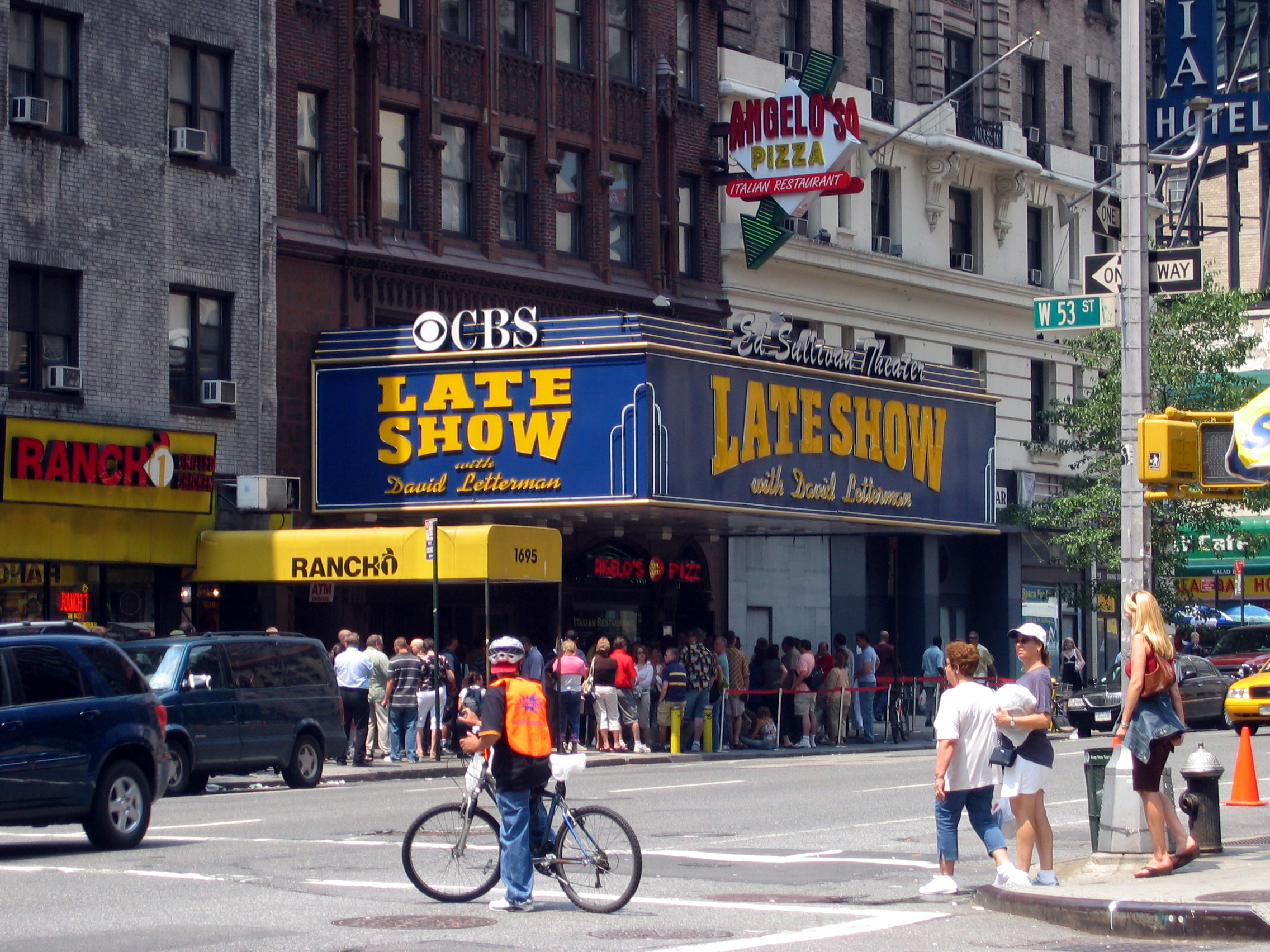
CBS:s Ed Sullivan Theater på Manhattan, är basen för Late Show with David Letterman.

Letterman lät regelbundet medlemmar ur inspelningsteamet och grannar till Ed Sullivan-teatern medverka i showen. Detta ledde till att publiken kände till många av CBS-medarbetarna nästan lika väl som de känner till Letterman själv. Några som ofta brukade hamna i skottlinjen för Lettermans skämt var kapellmästaren Paul Shaffer, presentatören Alan Kalter och studiomannen Biff Henderson och även ägaren till teaterns närmsta granne, Rupert Jee på Hello Deli.

### Medarbetare blir karaktärer
Letterman hade ända sedan sin tid på NBC skojat om sina medarbetare och sina uppdragsgivare. Han drar sig inte ens för att skämta om CBS VD, Les Moonves. Även USA:s presidenter, både Bill Clinton och George W. Bush, fick finna sig i att bli skojade om, ofta relativt respektlöst. Letterman var alltid i toppform när han fick munhuggas med gäster som Dr Phil, Madonna, Regis Philbin samt politiska debattörer som exempelvis Bill O'Reilly. Populära delar av programmet var bland annat Stupid Pet Tricks, Stupid Human Tricks, The Top 10 List och Know Your Current Events.

### Alan Kalters introduktion
Annonsören Alan Kalter presenterade aldrig Letterman på samma sätt två gånger. Ofta var påannonsen kopplad till en aktuell händelse, till exempel att en politiker varit otrogen eller att en kändis blivit påkommen med narkotika. I andra fall var det bara obskyrt och taget helt ur luften, som till exempel ("And now: The biggest whore in television history, David Letterman"). Före 11 september 2001 brukade Kalter också driva lite med New York genom att till exempel säga: ("From New York! Where the rats hate the subways too!"). När Late Show startade igen efter attacken ändrades detta och Kalter inledde istället med att säga: From New York! The greatest city in the world.

### Favoritgäster
Det syntes tydligt vilka gäster som Letterman trivdes bäst med. Då brukade samtalen gå från att vara väldigt respektfulla till retsamma och ibland till regelrätta påhopp, men allt med glimten i ögat. Några exempel på sådana gäster var Steve Martin, Billy Crystal, Tom Hanks, Bruce Willis, Regis Philbin, Norm Macdonald, Dr. Phil, Madonna, Julia Roberts, Johnny Depp, Bill Murray, Ricky Gervais och Jay-Z.

## Stående inslag
- Stomp The Band
- Know Your Current Events
- Stupid Human Tricks
- Stupid Pet Tricks
- The Top 10 List
- Audience Show And Tell
- Late Show Fun Facts
- Will It Float?
- Small Town News
- Late Show Week in Review

### The Top 10 List
The Top 10 List dök upp första gången i Lettermans första show, Late Night with David Letterman, i september 1985. Dessa listor kunde handla om i princip vad som helst. Ibland var de dock knutna till en speciell händelse som gavs en komisk tvist. Exempel på sådana är Top 10 Things Millionaire Steve Forbes Will Do If He's Elected President och Top 10 Chapter Titles In Hillary Clinton's New Book.
Oftast var det Letterman själv som presenterade listan, men ibland var detta bundet till vad som togs upp. Om listan handlade om advokater kunde 10 advokater bjudas in för att läsa listan. Även kändisar som Dr. Phil, Tom Hanks, Michael J Fox, Julia Roberts, Marilyn Manson, Jim Carrey, Tom Cruise och John Malkovich har läst upp hela eller delar av listan. Den har även lästs upp i sin helhet av Homer Simpson, Peter Griffin, Stewie Griffin och Optimus Prime.

## The CBS Orchestra
- Paul Shaffer, kapellmästare 1982-2015
- Sid McGinnis, gitarr 1984-2015
- Felicia Collins, gitarr 1993-2015
- Will Lee, bas 1982-2015
- Alan Chez, blåsinstrument 1997-2015
- Bruce Kapler, blåsinstrument 1993-2015
- Tom Malone, blåsinstrument 1993-2015
- Anton Fig, trummor 1986-2015

### Fotnoter
1. ↑  hämtat från: franskspråkiga Wikipedia.[källa från Wikidata]
2. ↑  Mattias Bergqvist (21 maj 2015). ”Så bra var sista "Late show with David Letterman"” (på svenska). Expressen. https://www.expressen.se/noje/blogg/tvbloggen/2015/05/21/sa-bra-var-sista-late-show-with-david-letterman/. Läst 10 februari 2020.